# Coptos
Coptos (ou Koptos en grec : Koptos, ou Gebtou ou Gebtu ou Gebtyou en égyptien, ou Keft ou Kebto en copte, ou Qift en arabe : قفط) est la capitale du 5e nome de Haute-Égypte, le nome « des Deux Divinités (ou Faucons) » (Hrwy). Elle est située sur la rive droite du Nil, juste en face de l'ancienne ville de Nagada, dans la gouvernorat de Qena, à environ 40 km de Thèbes, au bord de la piste qui conduit au Ouadi Hammamat. Coptos était également un important établissement mentionné dans la littérature ancienne comme un port d'importation d'éléphants d'Afrique, qui étaient dressés pour la guerre.
| V33 | D58 | X1 · Z4 | G4 | X1 · O49 |

| V33 | D58 | X1 · Z4 | G4 | X1 · O49 |

C'était une ville importante du point de vue administratif, religieux et commercial. Elle était également la base logistique des mines du désert avoisinant, notamment Mons Claudianus, d'où était extrait du granite, et Mons Porphyrius, d'où venait le porphyre, pendant les Ire et IIe dynasties ainsi que sous l'empire romain. Ses divinités tutélaires étaient Min ainsi qu'Isis et Horus l'Enfant. Sous la XIe dynastie, Coptos fut supplantée politiquement par Thèbes.
Coptos possédait un temple consacré à Min et un sanctuaire à Geb. Selon les dires de l'écrivain grec Plutarque, Isis aurait appris dans cette ville la mort de son frère et époux Osiris, c'est pourquoi Coptos était censée abriter un tombeau contenant l'un des seize morceaux d'Osiris.
Coptos était le point de départ de deux des plus grandes routes caravanières reliant la vallée du Nil aux côtes de la Mer Rouge (un par le port Tââou-Myos Hormos, l'autre plus au sud par le port de Shashirît-Bérénice). À l'époque des pharaons, l'ensemble du commerce passait par ces deux routes ; sous les Ptolémées, les Romains et les Byzantins, les marchands suivaient ces mêmes chemins pour commercer avec Zanzibar, l'Arabie, l'Inde et l'Est (voir Périple de la mer Érythrée).
Avant le règne de Trajan, Coptos fut le camp de base de la légion III Cyrenaica, ou au moins d'une partie de cette unité. Coptos était très prospère sous la dynastie des Antonins. Après que les Blemmyes s'en furent emparés, Dioclétien lui fit subir un long siège à l'issue duquel il la reprit en 292 ; Coptos fut alors presque détruite. Elle retrouva cependant rapidement sa puissance. Au VIe siècle, elle fut appelée Justinianopolis.
Coptos fut le lieu d'un grand chantier australien de fouilles archéologiques entre 2000 et 2003.